# Burak liściowy
Burak liściowy, boćwina, burak szpinakowy, mangold – grupa kultywarów buraka zwyczajnego. Roślina uprawiana dla liści jako jednoroczna. Wywodzi się z basenu Morza Śródziemnego.

## Morfologia
LiściePodobne do liści buraka ćwikłowego czy cukrowego. U niektórych odmian nerwy liściowe są błyszczące, barwy biało-srebrnej. Blaszki liściowe na brzegach zagięte do dołu i silniej niż u innych gatunków z rodzaju Beta pofalowane, mogą być gładkie lub pomarszczone. Poszczególne odmiany charakteryzują się różnorodnością barw blaszek liściowych od bladozielonego, przez ciemnozielony do purpurowo fioletowego, zaś ogonki liściowe grubości do 4 cm mogą mieć barwę białą, zieloną, różową, czerwoną, krwistoczerwoną, a nawet żółtą i pomarańczową.
KorzeńWalcowaty, długi, silnie rozgałęziony, w zależności od odmiany o skórce biało-żółtawej i białym miąższu lub czerwono zabarwiony.
Budowa kwiatów i owoców jest taka sama jak u buraka ćwikłowego.
NasionaPodobne do nasion buraka ćwikłowego. Materiałem siewnym są kłębki barwy brązowawej, szarobrązowej lub czarnobrązowej. Mają one około 3 mm długości, 2 mm szerokości i 1,5 mm grubości. Masa 1000 kłębków wynosi 12-25 g, które zachowują zdolność kiełkowania 4-6 lat. Czas od wysiewu do skiełkowania wynosi około 14 dni i może odbywać się w temperaturze od 5 do 30 °C.

## Zmienność
Wyróżnia się dwie grupy kultywarów:
- boćwina zwyczajna, lub boćwina właściwa; z jej liści przyrządza się zupy, surówki i sałatki; uprawiana jest w niektórych rejonach świata także jako pasza,
- boćwina szerokoogonkowa lub boćwina kardonowa; ma bardzo szerokie ogonki liściowe, które są jadane podobnie jak szparagi.

## Wartości odżywcze
| Kalorie           | 18      |
| Białko            | 2,1 g   |
| Tłuszcz           | 0,5 g   |
| Węglowodany       | 5,5 g   |
| Błonnik pokarmowy | 4,4 g   |
| Sód               | 5mg     |
| Potas             | 548mg   |
| Wapń              | 97mg    |
| Żelazo            | 2,2mg   |
| Magnez            | 43mg    |
| Witamina E        | 1,66mg  |
| Tiamina           | 0,080mg |
| Ryboflawina       | 0,080mg |
| Niacyna           | 0,40mg  |
| Witamina C        | 34,0mg  |

## Zastosowanie
- Roślina uprawna – uprawiana jako warzywo. Znajduje się w rejestrze roślin uprawnych Unii Europejskiej.
- Sztuka kulinarna – blaszki liściowe spożywa się po ugotowaniu, przygotowane jak szpinak, blanszowane można wykorzystać do przygotowania gołąbków, nadają się również do mrożenia. Ogonki liściowe przygotowuje się jak szparagi. Można je kwasić, a także przyrządzać jak fasolę szparagową. Surowe młode liście nadają się jako dodatek do sałatek jarzynowych.